# احمد الفریدی
احمد الفریدی (انگلیسی: Ahmed Al-Fraidi؛ زادهٔ ۲۹ ژانویهٔ ۱۹۸۸) یک بازیکن فوتبال اهل عربستان سعودی است.
از باشگاه‌هایی که در آن بازی کرده‌است می‌توان به النصر عربستان، الهلال عربستان، الاتحاد اشاره کرد.

## تیم ملی
وی همچنین در عربستان سعودی بازی کرده است.